# Kalipare (plaats)
Kalipare is een bestuurslaag in het regentschap Malang van de provincie Oost-Java, Indonesië. Kalipare telt 11.892 inwoners (volkstelling 2010).